# 서울재동초등학교
서울재동초등학교(서울齋洞初等學校)는 대한민국 서울특별시 종로구 가회동에 있는 공립 초등학교이다. 갑오개혁 이후 서울에 설립된 최초의 근대식 초등 교육기관이며, 인근에 북촌 한옥마을이 있다.

## 학교 연혁
- 1895년 8월 30일 관립계동소학교 개교
- 1906년 9월 1일 관립재동보통학교로 개칭
- 1911년 11월 1일 재동공립보통학교로 개칭
- 1938년 4월 1일 경성재동공립심상소학교로 개칭[1]
- 1941년 4월 1일 경성재동공립국민학교로 개칭[2]
- 1946년 9월 28일 서울재동국민학교로 변경
- 1960년 12월 22일 윤보선 대통령 본교 내방 시찰
- 1986년 3월 29일 병설유치원 개원(설립인가 2월 17일)
- 1988년 11월 16일 방송실 스튜디오 설치
- 1991년 3월 10일 컴퓨터실 개설
- 1994년 4월 27일 총동창회 창립 총회
- 1995년 4월 15일 통합 교육 운영
- 1995년 5월 13일 김영삼 대통령 본교 내방 1일 교사
- 1995년 9월 30일 개교 100주년 기념 행사
- 1996년 3월 1일 서울재동초등학교로 개칭[3]
- 1997년 3월 14일 안병영 교육부 장관 본교 내방
- 2000년 12월 10일 교내 학교전산망 설치
- 2003년 9월 23일 인터넷 방송시설 관련 시스템 구축
- 2003년 11월 14일 학교 홈페이지 구축
- 2009년 9월 23일 영어전용교실 및 세미나실 개관
- 2012년 11월 7일 재동어울림축제 실시(11/7~11/9)
- 2016년 2월 28일 사물인터넷(IOT) 미래교실 설치
- 2016년 11월 9일 제4회 리더십 페스티벌
- 2018년 4월 18일 한옥교실 취운정 개관[4][5]
- 2018년 9월 30일 개교 123주년 기념 행사
- 2019년 5월 3일 Art&Science 페스티벌
- 2020년 2월 12일 제122회 졸업식(34명)
- 2020년 6월 12일 도서실 리모델링 공사 완료
- 2020년 9월 1일 제24대 박광수 교장 취임

## 개요 및 근황
- 최근에는 도심 공동화 현상 및 저출산으로 폐교 위기를 맞기도 하였다.[6][7] 종로구청장의 공약인 북촌 한옥마을 기반시설 조성[8]의 일환으로 재동초등학교 운동장을 활용한 학교시설복합화 사업이 추진되면서 학생 안전사고와 관광산업 활성화 사이에서 갈등이 발생한 적이 있다.[9][10]
- 비슷한 상황이었던 인근의 교동초등학교와의 통폐합 논의가 있었으나, 교육청에서 학생수 200명 이하의 작은 학교에 대한 다양한 지원을 해주는 '서울형 작은학교' 사업[11][12]에 2017년부터 두 학교 모두 포함되어[13][14], 거주지 학구와 관계없이 전입학이 허용되었다.[15][16] 이로 인해 2016년 30여명 수준으로 떨어졌던 입학생 수가 2017년부터 다시 증가하여, 2018년에는 44명이 입학하였다.
- 북촌 한옥마을에 위치한 특성을 살려, 입학 및 졸업식 및 월 1회 한복을 입으며[17][18], 전교생에게 연중 국악교육을 실시하고 있다. 2018년에는 한옥교실 취운정이 개관하였다.

## 학교 상징
- 교화(校花) - 목련 : 이른 봄 풍성하게 피어나며 아름답고 우아하며 건축 재료와 약재를 주는 목련처럼 큰 뜻을 품어 아름답고 슬기로운 재동 어린이로 성장하기를 표상한다.
- 교목(校木) - 향나무 : 사철 푸르름으로 강인한 의지와 예리한 기지를 표방한 향나무처럼 올곧은 마음가짐으로 이 세상의 청향제(淸香濟) 역할을 하는 재동 어린이로 성장하기를 표상한다.

## 참고 문헌
- 서울재동초등학교 - 한국교육학술정보원 학교알리미

## 같이 보기
- 재동공립보통학교 축구단